# Улица Велике степенице (Београд)
| Улица Велике степенице | Улица Велике степенице              |
| ---------------------- | ----------------------------------- |
|                        |                                     |
| Општина                | Градска општина Савски венац        |
| Почетак                | Карађорђева 13 (подножје степеница) |
| Крај                   | Париска 9 (врх степеница)           |
| Дужина                 | 120 m, саме степенице 90 m          |
| Створена               | 1862.                               |
| Названа                | 1872.                               |
|                        |                                     |
|                        |                                     |
|                        |                                     |

Улица Велике степенице је пешачка улица у Београду, у општини Савски венац. Степенице су саграђене 1862. године и представљају први уређени прилаз од Калемегдана и београдске вароши до Савског пристаништа. Иако је готово цела под степеништем, са укупно 108 степеника, статус улице добила је још 1872. године. Спаја Косанчићев венац и Карађорђеву улицу.

## Име
Велике степенице добиле су назив 1872. приликом именовања београдских улица, иако је Велико степениште на Калемегдану носило готово исто име. Тридесет година након тога, 1902. године, донета је одлука према којој је ова улица требало да добије назив Степениште кнеза Михаила. Постоје различита мишљења зашто до тога није дошло. Сматра се да ова одлука или није спроведена или, уколико јесте, да улица није дуго задржала новонастали назив.

## Историја
Када се, поводом смрти кнеза Милоша у јесен 1860. године, у Београду окупила читава породица Обреновић на скуп је дошла и сестра кнез Михаила, Перка Бајић. Перку је на повратку кнез лично испратио до пристаништа на лађу. Враћајући се узбрдо ка Саборној цркви, уверио се у непроходност између београдске вароши и обале реке Саве. У то време пут од Савског пристаништа до београдске вароши био је само уски пролаз стрмом стазом која је пратила терен, узбрдо и низбрдо. Београдска општина је више пута покушавала да изгради степенице, али су је спречавали Турци, који су били власници неких парцела на том потезу. Кнез је тада наредио да се одмах, о његовом трошку, на том месту израде камене степенице. Године 1862. потписан је споразум о обавези исељавања турског становништва из свих места у Србији, па је овај подухват могао бити реализован.

### Изградња
Кнежев прилог за ову градњу износио је 300 дуката, а степенице је градио грађевинар Штајнлехнер. Изградња је завршена 1862. године. Од врха степеништа на Косанчићевом венцу до подножја води 108 степеника, а од подножја до Карађорђеве улице још око 30 метара равног пута.

### Значај Великих степеница град
Изградњом Великих степеница београдска варош спојила се са пристаништем, а то је за тадашње Београђане значило спону са светом. Чак их је Јован Скерлић назвао Прозором у свет.
Некада је крај око Степеница био најживљи део града. Све што је у Београд долазило из Аустрије и осталих делова Европе морало је проћи туда, јер је Железнички мост саграђен тек 1884. године. До тада, а и касније, до Првог светског рата, око пристаништа је био веома жив саобраћај, јер је то био трговачки и путнички центар тадашње српске престонице. Дуж Великих степеница са обе страна биле су поређане мале занатске радње, једна до друге, и ту је као на пристаништу по целу ноћ било пролазника и уличних продаваца. Радње су ноћу биле затворене, али су улични продавци седели испред њих и по целу ноћ нудили своју робу. После Великог рата границе су померене ка западу, па ово више није био погранични део државе и степенице су изгубиле свој дотадашњи значај.

### Велике степенице данас
Савско пристаниште је данас пристаниште за туристичке бродове. Велике степенице су пешачка улица и туристичка атракција дуж које се налазе кафићи и ресторани.

## Реконструкције
Ово степениште са статусом улице први пут је реконструисано 1904. године. Почетком 21. века било је у фази распадања, па је 2005. сто година после прве реконструкције, расписан конкурс за његову реконструкцију. Последња обнова била 2015. године, када је степениште обложено гранитним плочама, поправљени су потпорни зидови и поправљена метална ограда.

## Статус заштите
Велике степенице чине део просторне културно историјске целине Косанчићев венац, који се налази под заштитом града Београда. Овај део града представља једну од ретких очуваних старих урбаних целина, где се још у средњем веку формирало и развијало српско насеље, са црквом и гробљем. Почетком 19. века постао је језгро око кога се изграђује, развија и шири Београд. Косанчићев венац је својом калдрмом, двориштима и зградама до данас сачувао део архаичне атмосфере.